# Gil Hoffman
Gil Hoffman je izraelský novinář a hlavní politický zpravodaj deníku The Jerusalem Post. Od roku 2017 působí jako moderátor pořadu Inside Israel Today na televizní stanici The Land of Israel Network. V letech 2014 až 2015 pracoval pro Hlas Izraele.

## Raný život a kariéra
Hoffman vyrůstal na okraji Chicaga v Lincolnwoodu ve státě Illinois. Navštěvoval střední školu Ida Crown Jewish Academy a s vyznamenáním absolvoval Medill School of Journalism. Dříve pracoval pro Miami Herald a Arizona Republic. V roce 1999, ve svých 22 letech, uskutečnil aliju. Po emigraci do Izraele sloužil v dělostřelecké jednotce Izraelských obranných sil (IOS) a později působil jako mluvčí rezerv IOS.

## Současná kariéra
Hoffman je v současnosti hlavním politickým zpravodajem a analytikem deníku The Jerusalem Post. Zabývá se místními volbami, kampaněmi a současnou izraelskou administrativou; vede také rozhovory s významnými izraelskými představiteli, včetně premiérů, poslanců Knesetu a dalších osobností veřejného života. Hoffman v minulosti poznamenal, že je pro něj důležité, aby vzhledem ke své pozici hlavního politického zpravodaje zůstal při vyjadřování o Izraeli objektivní.
Mimo psaní moderuje podcast Inside Israel Today, anglicky vysílaný politický podcast z Izraele, kde zpovídá významné izraelské politiky. V rámci příprav na izraelské parlamentní volby v dubnu 2019 také moderoval pořad Meet the Candidates (doslova Seznamte se s kandidáty). Krátce také moderoval pro Hlas Izraele, dokud tato stanice v roce 2015 neukončila vysílání.
Pravidelně vystupuje v televizních stanicích CNN, TRT World a Al-Džazíra a v izraelských televizních programech. Často přednáší o Izraeli a vystoupil ve všech hlavních anglicky mluvících zemích světa a v 50 státech USA. Vyučuje také kurz žurnalistiky.

## Osobní život
Podle Jerusalem Press Clubu žije v Izraeli. Je ženatý a má tři děti.